# Acanthus latisepalus
Acanthus latisepalus är en akantusväxtart som beskrevs av C. B. Cl.. Acanthus latisepalus ingår i släktet akantusar, och familjen akantusväxter. Inga underarter finns listade i Catalogue of Life.